# Robert Zygmuntowicz
Robert Zygmuntowicz (* 23. Januar 1976) ist ein ehemaliger polnischer Skispringer.

## Werdegang
Bei den Polnischen Meisterschaften 1993 gewann Zygmuntowicz seinen ersten und einzigen nationalen Einzeltitel im Springen von der Skalite-Normalschanze in Szczyrk. Daraufhin gab er am 23. Januar 1993 sein Debüt im Skisprung-Weltcup. In Predazzo verpasste er als 58. den Sprung in die Punkteränge jedoch deutlich. Bei der folgenden Nordischen Skiweltmeisterschaft 1993 in Falun gelang ihm von der Großschanze mit 95 und 69,5 Metern der 44. Platz. Von der Normalschanze sprang er auf 69 und 73,5 Meter und erreichte damit Platz 53. Einen Monat später startete er beim Team-Weltcup in Planica noch einmal mit der Mannschaft und erreichte den 12. Platz.